# Kigoma (Huye)
Kigoma, è un settore (imirenge) del Ruanda, parte della Provincia Meridionale e del distretto di Huye.